# Иран на зимних Азиатских играх 2011
На Зимних Азиатских играх 2011 года Иран представляло 10 спортсменов, выступивших в соревнованиях по 2 видам спорта. Они завоевали 1 серебряную и 2 бронзовых медали, что вывело сборную на 6-е место в неофициальном командном зачёте.

## Медалисты
| Медаль  | Спортсмен                                      | Вид спорта            | Дисциплина                 |
| ------- | ---------------------------------------------- | --------------------- | -------------------------- |
| Серебро | Биджан Кангарлу Ясин Шемшаки Сейед Саттар Сейд | Лыжное ориентирование | Мужчины, эстафета          |
| Бронза  | Биджан Кангарлу                                | Лыжное ориентирование | Мужчины, средняя дистанция |
| Бронза  | Мохаммад Киандарбандсари                       | Горнолыжный спорт     | Мужчины, супергигант       |